# Ponte Duge
A ponte Duge (em chinês:   北盘江特大桥) é uma ponte atirantada perto de Liupanshui, na China. Quando foi inaugurada, em 30 de dezembro de 2016, passou a ser a ponte mais alta do mundo, estando a via 564 metros acima do rio Beipan. A ponte cruza o rio na fronteira entre as províncias de Yunnan e Guizhou.  A ponte integra a autoestrada Hangzhou–Ruili (G56) entre Qujing e Liupanshui. A torre oriental tem 269 metros de altura, pelo que é também uma das torres de ponte mais altas do mundo.

## Construção
A sua construção começou em 2013 e custou aproximadamente 144 milhões de euros. A ponte ficou concluída em 10 de setembro de 2016 e foi inaugurada em 29 de dezembro de 2016.

## Galeria

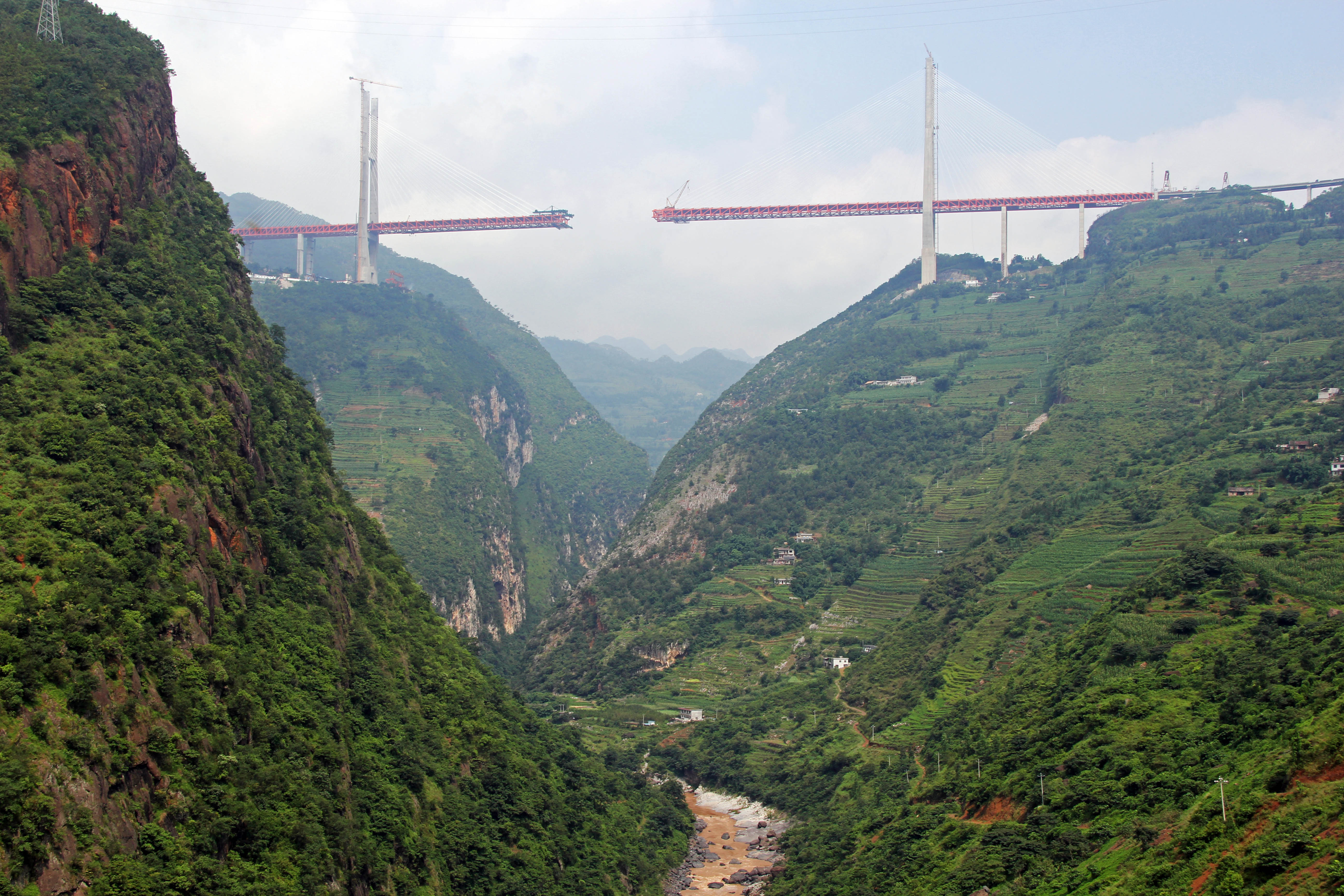
A ponte em construção
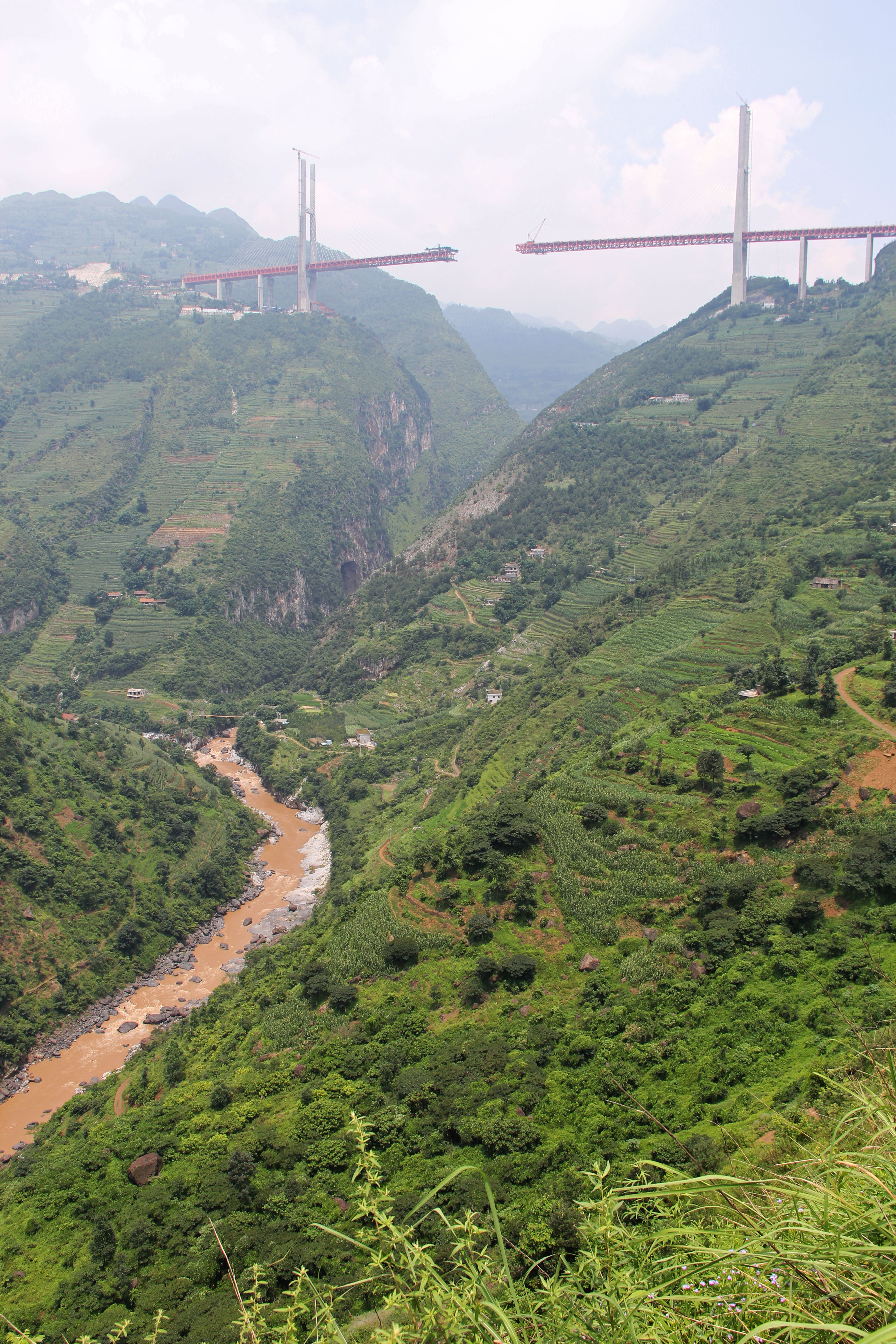
A ponte em construção